# Dave van der Burg
Dave van der Burg, né le 10 juillet 1993 à Heesch, est un coureur cycliste néerlandais, spécialiste du BMX.

## Biographie
Dave van der Burg commence le BMX en 1999, à l'âge de six ans. Il court pendant un certain temps dans la catégorie « Challenge », c'est-à-dire au deuxième niveau de performance le plus élevé. Ce n’est qu'après avoir remporté des médailles d’argent aux championnats nationaux, européens et mondiaux en 2012 qu'il fait ses débuts professionnels chez les élites. En 2016, il remporte ses premiers grands succès avec une victoire en Coupe d'Europe et en juillet aux championnats néerlandais, dont sont absents les athlètes sélectionnés pour les Jeux olympiques de 2016. Ses performances lui permettent de rejoindre l'équipe nationale en 2017ref name="fietscrossnieuws"/>. 
De 2017 à 2019, Dave van der Burg a connu ses plus grands succès à l'international avec quatre podiums en Coupe du monde de BMX ainsi que la médaille de bronze aux championnats d'Europe de 2019, derrière ses coéquipiers Niek Kimmann et Twan van Gendt. En 2020, il remporte son deuxième titre de champion des Pays-Bas, mais rate la sélection pour les Jeux olympiques de Tokyo en raison d'une blessure. 
En 2023, il remporte son troisième titre de champion national. Aux Jeux olympiques d'été de 2024, il est sélectionné en remplacement du champion olympique Niek Kimmann, qui renonce à participer pour des raisons de santé.

## Palmarès en BMX

### Championnats du monde
- Zolder 2015
  - 10e du BMX
- Bakou 2018
  - 8e du BMX

### Coupe du monde
- 2013 : 45e du classement général
- 2015 : 55e du classement général
- 2016 : 9e du classement général
- 2017 : 4e du classement général
- 2018 : 13e du classement général
- 2019 : 13e du classement général
- 2020 : 79e du classement général
- 2022 : 22e du classement général
- 2023 : 16e du classement général
- 2024 : 15e du classement général

### Championnats d'Europe
- 2019
  -  Médaillé de bronze du BMX

### Coupe d'Europe
- 2019  : 2e du classement général, vainqueur d'une manche

### Championnats des Pays-Bas
- 2016
  -  Champion des Pays-Bas de BMX
- 2017
  - 2e du BMX
- 2018
  - 3e du BMX
- 2019
  - 3e du BMX
- 2020
  -  Champion des Pays-Bas de BMX
- 2022
  - 2e du BMX
- 2023
  -  Champion des Pays-Bas de BMX